# Adlingfleet
Adlingfleet – wieś w Anglii, w hrabstwie East Riding of Yorkshire. Leży 27 km na zachód od miasta Hull i 245 km na północ od Londynu.